# 熊谷守一記念館
熊谷守一記念館（くまがいもりかずきねんかん）は、岐阜県中津川市付知町にある美術館、記念館。

## 概要
1976年（昭和51年）に恵那郡付知町（現在の中津川市付知町）出身の洋画家・熊谷守一の偉業を記念して開設し、以降40年間熊谷守一の作品・遺品等を展示してきた。
2015年（平成27年）に熊谷榧つけちギャラリー（くまがいかやつけちぎゃらりー）としてリニューアルオープンし、守一作品は同市付知町内に開館した熊谷守一つけち記念館へ寄託。現在は、熊谷守一の次女である画家・熊谷榧をはじめ、付知ゆかりの作家三尾公三、牧野伊三郎、三尾暁峰などの作品を展示している。
岐阜県まちかど美術館・博物館に登録されている。

## 沿革
- 1976年（昭和51年） - 岐阜県恵那郡付知町1920-1に「熊谷守一記念館」として開館。
- 1996年（平成8年） - 現在地に新築移転。
- 2015年（平成27年） - 「熊谷榧つけちギャラリー」としてリニューアルオープン。

## 主な展示作品
- 「砂の中の濁流」：1990年
- 「八ケ岳と蓮の花」：2010年
- 「ヒマワリ」：2011年
- 「盆のユズ」：2015年

## 交通

### 自動車
- 中央自動車道中津川ICより下呂方面へ国道257号・国道256号経由で約30Km。

### 公共交通機関
- JR中央本線 中津川駅（中津川駅前バスターミナル1番のりば）より北恵那交通加子母・付知・福岡・苗木方面・広域市民病院「付知峡倉屋温泉」「加子母総合事務所」行きで「付知総合事務所」バス停下車、徒歩で約7分。
- JR中央本線 坂下駅（坂下駅前バスターミナルのりば）より北恵那交通田瀬・付知・加子母方面行きで「尾ヶ平」バス停下車、徒歩で約3分。

## その他
同市付知町内には「熊谷守一つけち記念館」がある。
東京都豊島区の旧宅には「熊谷守一美術館」がある。